# Jeffrey Sachs
Jeffrey David Sachs (nascut el 5 de novembre de 1954) és un economista i analista de polítiques públiques nord-americà, catedràtic a la Universitat de Colúmbia, on abans va ser director de The Earth Institute. El seu treball se centra en temes de desenvolupament sostenible i desenvolupament econòmic.
Actualment, dins del Earth Institute Sachs és director del Center for Sustainable Development de la Universitat de Colúmbia i president de la xarxa Sustainable Development Solutions Network de Nacions Unides. És defensor dels ODS del secretari general de les Nacions Unides (ONU), António Guterres, sobre els Objectius de Desenvolupament Sostenible (ODS), un conjunt de 17 objectius globals adoptats en una cimera de l'ONU el setembre de 2015.
Del 2001 al 2018, Sachs va ser assessor especial del secretari general de l'ONU, i va ocupar el mateix càrrec sota l'anterior secretari general de l'ONU Ban Ki-moon i abans del 2016 una posició d'assessorament similar relacionada amb els anteriors Objectius de Desenvolupament del Mil·lenni (ODM), vuit objectius sancionats internacionalment per reduir la fam, la pobresa extrema i la pobresa. En relació amb els ODM, havia estat nomenat primer assessor especial del secretari general de l'ONU l'any 2002 durant el mandat de Kofi Annan.
Sachs és cofundador i estrateg en cap de Millennium Promise Alliance, una organització sense ànim de lucre dedicada a acabar amb la pobresa extrema i la fam. Del 2002 al 2006, va ser director del treball del Projecte Mil·lenni de les Nacions Unides sobre els ODM. L'any 2010, es va convertir en comissari de la Comissió de Banda Ampla per al Desenvolupament Sostenible, l'objectiu declarat de la qual és potenciar la importància d'Internet de banda ampla en la política internacional. Sachs ha escrit diversos llibres i ha rebut diversos premis. Les seves opinions sobre l'economia, sobre l' origen de la COVID-19 i sobre la invasió russa d'Ucraïna han cridat l'atenció i algunes crítiques.
És editor fundador del World Happiness Report. També és un dels fundadors del projecte Deep Decarbonization Pathways .

## Inicis i educació
Sachs es va criar a Oak Park, Michigan, a l'àrea metropolitana de Detroit, i és fill de Joan (de soltera Abrams) i Theodore Sachs, advocat laboralista. La seva família és jueva. Es va graduar a l'institut d'Oak Park i va assistir al Harvard College, on va rebre la seva llicenciatura en arts, summa cum laude, el 1976. Va rebre el seu màster i doctorat en economia a la Universitat Harvard amb la tesi titulada  Factor Costs and Macroeconomic Adjustment in the Open Economy: Theory and Evidence (Costos dels factors i ajust macroeconòmic en l'economia oberta: teoria i evidència), i va ser convidat a unir-se a la Harvard Society of Fellows  mentre encara era un estudiant graduat.

## Carrera acadèmica

### Universitat Harvard
El 1980, Sachs es va incorporar al cos docent de Harvard com a professor ajudant i va ser ascendit a professor associat el 1982. Un any més tard, als 28 anys, es va convertir en catedràtic d'economia a Harvard.
Durant els següents 19 anys a Harvard, Sachs es va convertir en el professor Galen L. Stone de Comerç Internacional,  director de l'Institut de Desenvolupament Internacional de Harvard (1995–1999) i director de l' Institut de Desenvolupament Internacional de Harvard (1999–2002).

### Universitat de Colúmbia
Sachs és el director del Center for Sustainable Development (Centre per al Desenvolupament Sostenible) de la Universitat de Colúmbia, d'on és catedràtic. De 2002 a 2016, Sachs va ser director del Earth Institute (Institut de la Terra) de la Universitat de Colúmbia, una organització d'àmbit universitari, amb un enfocament interdisciplinari per abordar problemes complexos a què s'enfronta la Terra, en suport del desenvolupament sostenible. Sachs imparteix les seves classes a l' Escola d'Afers Internacionals i Públics i a la Mailman School of Public Health, i el seu curs "Challenges of Sustainable Development" s'imparteix a nivell de grau.

## Expertesa, consultoria i activisme
Sachs ha assessorat diversos països en política econòmica.

### Bolívia
Abans de les eleccions generals bolivianes de 1985, Sachs va ser convidat per Hugo Banzer per assessorar-lo sobre un pla econòmic contra la inflació a implementar si era elegit. El pla d'estabilització de Sachs es va centrar en la desregulació dels preus, especialment pel que fa al petroli, juntament amb retallades al pressupost nacional. Sachs va afirmar que el seu pla podria acabar amb la hiperinflació boliviana, que havia arribat fins al 14.000%, en un sol dia.
Tot i que Banzer va perdre les eleccions davant Víctor Paz Estenssoro, el pla de Sachs es va implementar. La inflació es va estabilitzar ràpidament a Bolívia.
El suggeriment de Sachs per reduir la inflació va ser aplicar disciplina fiscal i monetària i acabar amb la regulació econòmica que protegia les elits i va bloquejar el lliure mercat. La hiperinflació es va reduir poques setmanes després que el govern bolivià va començar a aplicar els seus suggeriments i el govern va liquidar el seu deute de 3.300 milions de dòlars amb els prestadors internacionals per uns 11 cèntims per dòlar. En aquell moment, això representava al voltant del 85% del PIB de Bolívia.

### Assessorament en economies postcomunistes
El 1989, Sachs va assessorar el moviment anticomunista de Solidaritat, a Polònia i el govern del primer ministre Tadeusz Mazowiecki. Va escriure un pla complet per a la transició de la planificació central a una economia de mercat que es va incorporar al programa de reformes de Polònia dirigit pel ministre de Finances Leszek Balcerowicz. Sachs va ser el principal arquitecte de l'operació de reducció del deute de Polònia. Sachs i l'economista de l'FMI David Lipton van assessorar sobre la ràpida conversió de tots els béns i actius de propietat pública a propietat privada. Es va produir el tancament de moltes fàbriques poc competitives.
A Polònia, Sachs estava fermament al costat de la ràpida transició cap al capitalisme. En un primer moment, va proposar estructures corporatives a l'estil americà, amb directius professionals responent a molts accionistes i un gran paper econòmic per a les borses. Això no va ser ben encaixat per les autoritats poloneses, però després va proposar que grans blocs d'accions d'empreses privatitzades fossin en mans dels bancs privats. Com a resultat, hi va haver alguna escassetat econòmica i inflació, però els preus a Polònia finalment es van estabilitzar. El govern de Polònia va concedir a Sachs un dels seus més alts honors el 1999, la Creu del Comandant de l' Ordre del Mèrit. També va rebre un doctorat honoris causa per la Universitat d'Economia de Cracòvia. Basat en l'èxit de Polònia, el seu consell va ser sol·licitat primer pel president soviètic Mikhail Gorbachev i pel seu successor, el president rus Boris Eltsin, sobre la transició de l'URSS i Rússia cap a una economia de mercat.
Els mètodes de Sachs per estabilitzar les economies es van conèixer com a teràpia de xoc i eren similars als enfocaments d'èxit utilitzats a Alemanya després de les dues guerres mundials.Va haver d'enfrontar-se a fortes crítiques pel seu paper després que l'economia russa s'enfrontés a importants lluites després d'adoptar la teràpia de xoc basada en el mercat a principis dels anys noranta.

### Treballar en el desenvolupament econòmic global
Des del seu treball als països postcomunistes, Sachs s'ha centrat en qüestions globals de desenvolupament econòmic, mitigació de la pobresa, salut i política d'ajuda i sostenibilitat ambiental. Ha escrit molt sobre el canvi climàtic, el control de malalties i la globalització. Des de 1995, ha estat compromès en els esforços per alleujar la pobresa a Àfrica. Segons la revista New York ,
Les ambicions de Sachs són difícils d'exagerar... "El seu objectiu final és canviar el món –'plegar la història', com va dir una vegada, citant Robert F. Kennedy,” va escriure Nina Munk a The Idealist, una biografia de Sachs. Als primers anys, havia passat d'acadèmic excèntric a celebritat intel·lectual pública. Segons Munk, la gent del cercle íntim de Sachs l'anomenava afectuosament un "pertorbador de merda," algú l'ego del qual estava compensat per un geni desinteressat i una inclinació per desafiar les ortodòxies. "Hi ha una certa qualitat messiànica en ell," va dir a Munk George Soros, un dels seus mecenes.

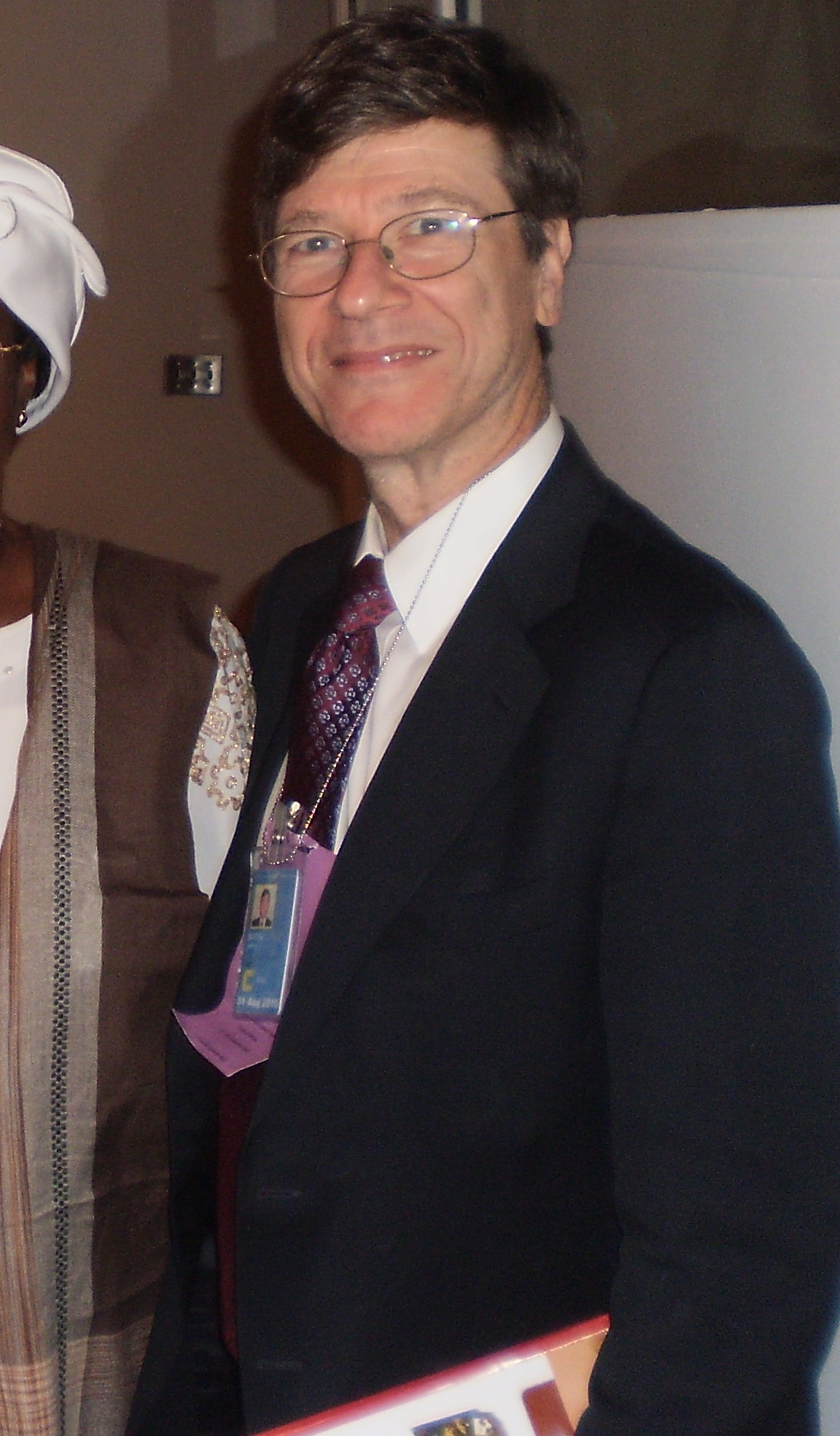
Sachs en una reunió de l'ONU el 2009

En el seu treball de 2005 The End of Poverty, amb un pròleg de Bono, Sachs va escriure que "la governança d'Àfrica és pobra perquè Àfrica és pobra". Segons Sachs, amb les polítiques adequades i les intervencions clau, la pobresa extrema —definida com viure amb menys d'1 dòlar al dia— es pot erradicar en 20 anys. L'Índia i la Xina en són exemples, amb la darrera traient 300 milions de persones de la pobresa extrema en les dues dècades des del 2000. Sachs ha dit que un element clau per aconseguir-ho és augmentar l'ajuda de 65.000 milions de dòlars el 2002 a 195.000 milions de dòlars anuals el 2015. Subratlla el paper de la geografia i el clima, ja que gran part d'Àfrica és sense litoral i propensa a malalties. No obstant això, subratlla que aquests problemes es poden superar.
Sachs suggereix que amb les llavors, el reg i els fertilitzants millorats, els rendiments dels cultius a Àfrica i altres llocs amb agricultura de subsistència es poden augmentar d'1 tona per hectàrea a 3-5 tones per hectàrea. Va dir que l'augment de les collites augmentaria significativament els ingressos dels agricultors de subsistència, reduint així la pobresa. Sachs no creu que l'augment de l'ajuda sigui l'única solució. També dóna suport a l'establiment de programes de crèdit i micropréstecs que sovint manquen a les zones empobrides. Sachs defensa la distribució de mosquiteres gratuïtes tractades amb insecticides per combatre la malària. S'ha estimat que l'impacte econòmic de la malària costarà a Àfrica 12.000 milions de dòlars anuals. Sachs estima que la malària es pot controlar per 3.000 milions de dòlars anuals, per la qual cosa suggereix que els projectes contra la malària serien una inversió econòmicament justificada.

El Millennium Villages Project (MVP), que ell dirigeix, opera en més d'una dotzena de països africans i cobreix més de 500.000 persones. Els crítics de l'MVP han qüestionat tant el disseny del projecte com les reivindicacions fetes pel seu èxit. L'any 2012, The Economist va revisar el projecte i va concloure que "l'evidència encara no recolza l'afirmació que el projecte dels pobles del mil·lenni està tenint un impacte decisiu". Els crítics han dit que el programa no havia inclòs controls adequats per permetre una determinació precisa de si els mètodes MVP eren responsables dels guanys observats en el desenvolupament econòmic. Un article de Lancet de 2012 criticava que la declaració d'una disminució de tres vegades de la taxa de mortalitat infantil tenia una metodologia defectuosa, i els autors van admetre més tard que l'afirmació era "injustificada i enganyosa". En el seu llibre de 2013, The Idealist: Jeffrey Sachs and the Quest to End Poverty, la periodista Nina Munk va concloure que l'MVP va ser un fracàs.
Després de l'adopció dels Objectius de Desenvolupament del Mil·lenni (ODM) l'any 2000, Sachs va presidir la Comissió de Macroeconomia i Salut de l'OMS (2000–2001) que va tenir un paper fonamental en l'augment del finançament de l'atenció sanitària i el control de malalties als països de baixos ingressos per donar suport als ODM 4, 5 i 6. Va treballar amb el secretari general de les Nacions Unides, Kofi Annan, entre 2000 i 2001, per dissenyar i llançar el Fons Mundial de Lluita contra la Sida, la Tuberculosi i la Malària. També va treballar amb alts funcionaris de l'administració de George W. Bush per desenvolupar el programa PEPFAR per lluitar contra el VIH/SIDA i el PMI per lluitar contra la malària. En nom d'Annan, del 2002 al 2006 va presidir el Projecte del Mil·lenni de les Nacions Unides, que tenia l'encàrrec de desenvolupar un pla d'acció concret per assolir els ODM. L'Assemblea General de les Nacions Unides va adoptar les recomanacions clau del Projecte del Mil·lenni  en una sessió especial el setembre de 2005.
Va ser assessor especial del secretari general António Guterres.  Sachs és un defensor dels Objectius de Desenvolupament Sostenible de 2015 que es basen en els ODM i els substitueixen.

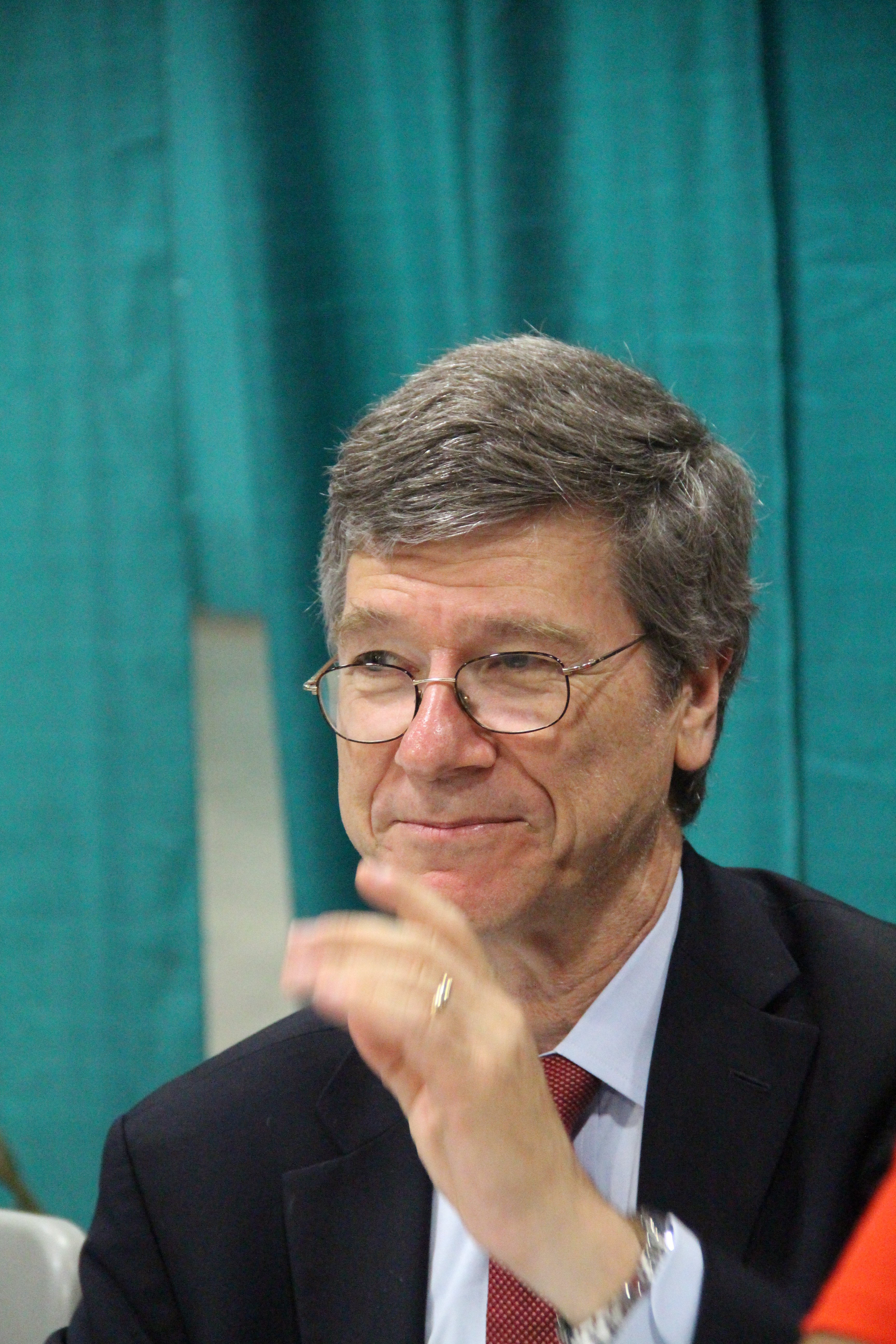
Sachs el 2015

En la seva qualitat d'assessor especial a l'ONU, Sachs s'ha reunit sovint amb dignataris i caps d'estat estrangers. Va ser fotografiat amb Matt Damon i va desenvolupar una amistat amb celebritats internacionals com Bono i Angelina Jolie, que van viatjar a Àfrica amb Sachs per observar el progrés dels Millennium Villages.
Sachs ha criticat el Fons Monetari Internacional i les seves polítiques arreu del món i ha culpat els banquers internacionals del que ell diu que és un patró d'estratègies d'inversió ineficaces.
Durant la crisi del deute del govern grec el juliol de 2015, Sachs, Heiner Flassbeck, Thomas Piketty, Dani Rodrik i Simon Wren-Lewis van publicar una carta oberta a la cancellera d'Alemanya Angela Merkel sobre el deute grec, instant-la a repensar la política d'austeritat del seu govern.

## Opinions i comentaris

### Energia nuclear
El 2012 Sachs va afirmar que l'energia nuclear és l'única solució al canvi climàtic. El 2021 va suggerir que la neutralitat de carboni es podria aconseguir sense l'ús de l'energia nuclear a mitjan segle, si continua el ràpid desenvolupament tecnològic.

### Xina
Segons Stuart Lau i Luanna Muniz escrivint a Politico, Sachs és un "defensor des de fa molt temps del desmantellament de l'hegemonia nord-americana i abraçar l'ascens de la Xina". Va dir que el terme “genocidi” està equivocat amb relació a la repressió dels uigurs a la Xina. Ha defensat una relació més estreta entre els EUA i la Xina i ha advertit del perill de tensions entre ells.

### Síria
L'abril del 2018, va donar suport a l'opinió del president Donald Trump que els Estats Units haurien de sortir de Síria "molt aviat", i va afegir: “Ja fa temps que els Estats Units han d'acabar el seu compromís militar destructiu a Síria i a tot l'Orient Mitjà, tot i que sembla poc probable que l'estat de seguretat permeti que això passi.” Quan Isaac Chotiner li va preguntar en una entrevista del 2023 si era conscient que el líder sirià Bashar Al-Assad havia matat la seva pròpia gent, Sachs va dir que no i va respondre que "sabia molt més del que vostè sap sobre Síria, perquè sé molt sobre els esdeveniments quotidians a partir de la primavera del 2011."

### Veneçuela
Un informe de 2019 escrit per Sachs i Mark Weisbrot, publicat pel Centre d'Investigació Econòmica i Política, va afirmar que l'augment del 31% en el nombre de morts entre el 2017 i el 2018 es va deure a les sancions imposades a Veneçuela el 2017 i que fins a 40.000 persones podrien haver mort com a conseqüència. L'informe diu: "Les sancions estan privant els veneçolans de medicaments que salven vides, equips mèdics, aliments i altres importacions essencials." Weisbrot va afirmar que els autors "no vam poder demostrar que aquells excés de morts van ser el resultat directe de les sancions, però vam dir que l'augment va ser paral·lel a la imposició de les mesures i una caiguda consegüent de la producció de petroli.”
Un portaveu del Departament d'Estat dels Estats Units va dir que "tal com admeten els mateixos autors, l'informe es basa en especulacions i conjectures". Ricardo Hausmann, economista de Harvard que va ser assessor del llavors líder de l'oposició veneçolana, Juan Guaidó, va afirmar que l'anàlisi era errònia perquè feia suposicions invàlides sobre Veneçuela basades en un país diferent, Colòmbia, dient que "no té sentit prendre el que va passar a Colòmbia des del 2017 com a contrafactual per al que hauria passat a Veneçuela si no hi hagués hagut sancions financeres". En qualificar-lo de "raonament descuidat", Hausmann també va afirmar que l'anàlisi no va descartar altres explicacions i no va tenir en compte correctament les finances de PDVSA.

### COVID 19
A principis de la pandèmia de COVID-19, Sachs va dir que la teoria de la filtració del laboratori de COVID-19, que postulava que el virus SARS-CoV-2 es va alliberar d'un laboratori xinès, era "temerària i perillosa", i va dir que els polítics de dretes que assenyalaven amb el dit a l'Institut de Virologia de Wuhan podrien "empènyer el món cap al conflicte (…) Ni la biologia ni l cronologia donen suport a la hipòtesi del laboratori.”
A la primavera de 2020, Richard Horton, editor de The Lancet, va nomenar Sachs com a president de la seva Comissió COVID-19, els objectius de la qual eren proporcionar recomanacions per a polítiques de salut pública i millorar la pràctica de la medicina. Sachs va crear una sèrie de grups de treball, inclòs un sobre els orígens del virus. Sachs va nomenar l'ecologista britànic nord-americà Peter Daszak, un col·lega de Sachs a Columbia, per dirigir aquest grup de treball, dues setmanes després que l'administració de Trump acabés prematurament amb una subvenció federal que donava suport a un projecte liderat per Daszak, <i>EcoHealth Alliance</i>, que treballava amb l'Institut de Virologia de Wuhan. Sachs va arribar a creure més tard que Daszak tenia un conflicte d'interessos a causa de les seves connexions amb el laboratori de Wuhan i la naturalesa de la investigació del laboratori. Richard Ebright, biòleg químic de la Universitat de Rutgers, va qualificar la comissió com una "comissió totalment Potemkin”a la National Review. A mesura que Sachs es va sentir cada cop més atret per la teoria de les fuites del laboratori, va entrar en conflicte amb Daszak i el seu grup de treball. Daszak va deixar de ser president del grup de treball el juny de 2021 i Sachs va dissoldre el grup el setembre d'aquell any.
El juliol de 2022, Sachs va dir que estava "bastant convençut", tot i que "no estava segur", que el COVID-19 sortís de la "biotecnologia de laboratori dels EUA", que la Unió Europea considera com una desinformació del COVID-19 promoguda pel govern xinès. Tot i que Sachs s'inclina cap a la possibilitat d'una filtració de virus d'un "programa d'investigació de laboratori recolzat pels EUA", ha afirmat que "un desbordament natural també és possible, és clar. Ambdues hipòtesis són viables en aquest moment".
L'agost de 2022, Sachs va aparèixer al podcast de Robert F. Kennedy Jr., que va ser un defensor de la desinformació de la vacuna contra la COVID-19, i on va dir que funcionaris com Anthony Fauci no estaven sent honestos sobre els orígens de COVID.
El setembre de 2022, la comissió Lancet va publicar un informe ampli sobre la pandèmia, en què afirmava que els orígens del virus segueixen sent desconeguts:
Hi ha dues hipòtesis principals: que el virus va sorgir com un vessament zoonòtic de la vida salvatge o d'un animal de granja, possiblement a través d'un mercat humit, en un lloc que encara no s'ha determinat; o que el virus va sorgir a partir d'un incident relacionat amb la investigació, durant la recollida de virus de camp o a través d'una fugida associada al laboratori. Els comissaris han tingut diverses opinions sobre les dues possibilitats d'explicacions relatives.
El viròleg David Robertson va dir que el suggeriment de la participació del laboratori nord-americà era una "especulació esbojarrada" i que "és realment decebedor veure un informe tan potencialment influent que contribueixi a més desinformació sobre un tema tan important". En el mateix article, Angela Rasmussen, de l'Organització canadenca de vacunes i malalties infeccioses, va dir que la publicació de l'informe pot haver estat "un dels moments més vergonyosos de The Lancet pel que fa al seu paper com a administrador i líder en la comunicació de troballes crucials sobre ciència i medicina".

### Guerra a Ucraïna

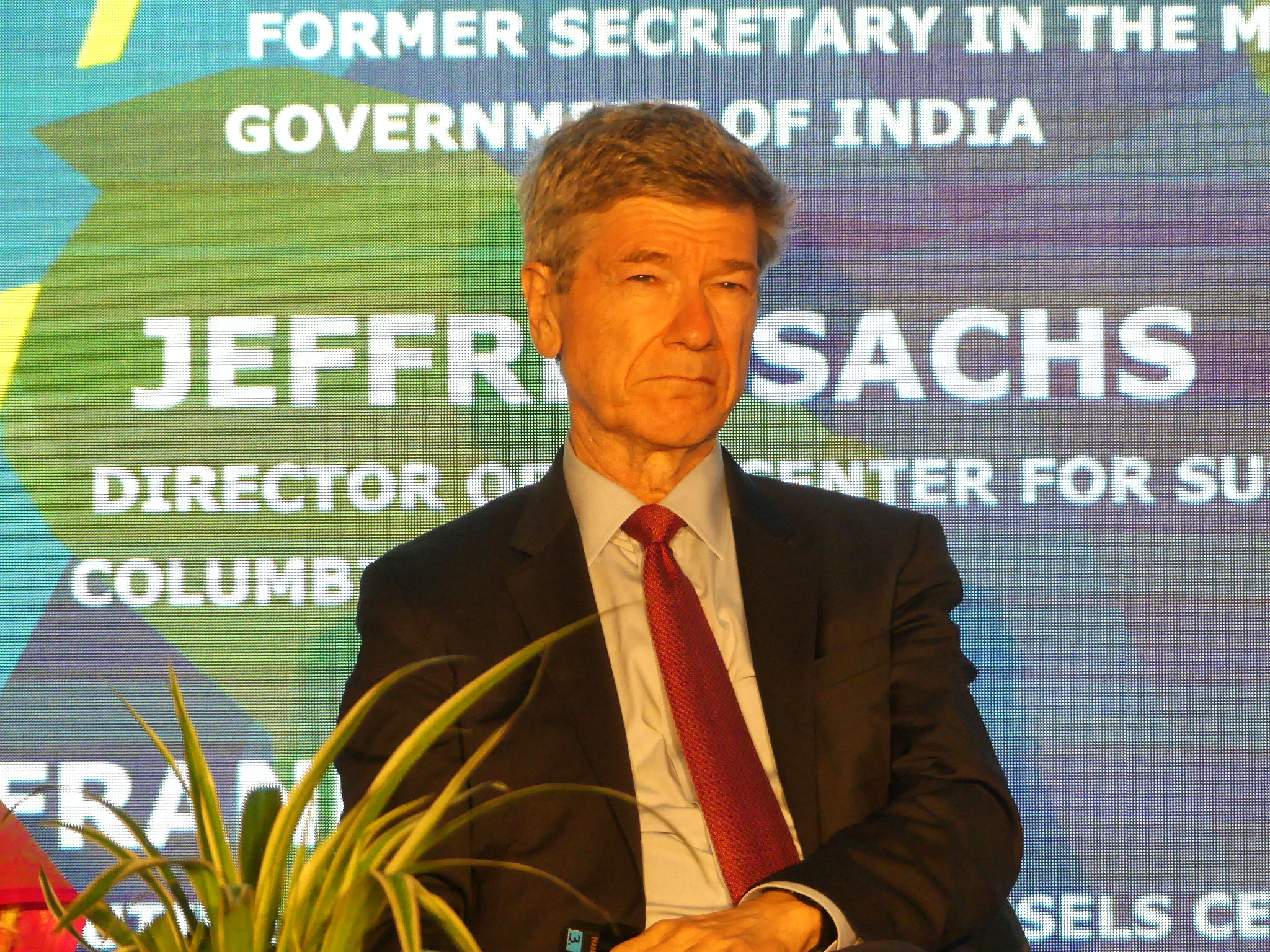
Al MCC Budapest Peace Forum 2023

El maig de 2022, Sachs va dir que la invasió russa d'Ucraïna el febrer de 2022 seria difícil de superar i que els moviments de Finlàndia per unir-se a l'OTAN soscavarien una pau negociada: "Al meu parer, tota aquesta xerrameca sobre la derrota de Rússia és temerària". El juny de 2022, va signar conjuntament una carta oberta demanant un "alto el foc" a la guerra, qüestionant el continu suport militar dels països occidentals a Ucraïna.
El 2022, Sachs va aparèixer diverses vegades en un dels programes més ben valorats, finançat pel govern rus, i presentat per Vladimir Solovyov, per demanar que Ucraïna negociés i allunyés de les seves "exigències maximalistes" d'eliminar Rússia del territori ucraïnès.
Sachs ha suggerit que els EUA van ser responsables del sabotatge del gasoducte Nord Stream. El febrer de 2023, va ser convidat pel govern rus a dirigir-se al Consell de Seguretat de les Nacions Unides sobre el tema.

## Recepció crítica

### Economia
Les polítiques de Sachs per a l'erradicació global de la pobresa extrema han estat objecte de controvèrsia. Nina Munk, autora del llibre de 2013 The Idealist: Jeffrey Sachs and the Quest to End Poverty, diu que "de vegades les bones intencions han deixat la gent encara pitjor que abans". Stephan Richter, editor en cap de The Globalist, i James D. Bindenagel, antic ambaixador dels Estats Units, van escriure que "Als seus llibres i articles, Jeff Sachs ha fet molt per emmarcar i popularitzar el llenguatge i el pensament per impulsar una agenda de desenvolupament sostenible a l'escenari mundial. Aquest és un assoliment del qual pot sentir-se molt orgullós".
William Easterly, professor d'economia a la Universitat de Nova York, va revisar The End of Poverty per al Washington Post, qualificant el pla d'erradicació de la pobresa de Sachs "una mena de gran salt endavant ". Segons l'anàlisi estadística d'Easterly al seu llibre The White Man's Burden, de 1985 a 2006, "Quan controlem tant la pobresa inicial com el mal govern, és el mal govern el que explica el creixement més lent. No podem discernir estadísticament cap efecte de la pobresa inicial en el creixement posterior una vegada que limitem la definició de mal govern veritablement corrupte." Easterly considera que l'ajuda massiva proposada per Sachs és ineficaç, ja que el seu efecte es veuria obstaculitzat pel mal govern i/o la corrupció.
Comentant l'esforç de 120 milions de dòlars de Sachs per ajudar l'Àfrica, l'escriptor de viatges i novel·lista nord-americà Paul Theroux diu que aquestes mesures temporals no van aconseguir millores sostingudes. Theroux se centra en un projecte en una comunitat poc poblada de pastors nòmades de camells a Dertu, Kenya, finançat pel Millennium Villages Project de Sachs, que va costar 2,5 milions de dòlars durant un període de tres anys. Theroux diu que les latrines del projecte estaven obstruïdes i desbordades, els dormitoris que va construir aviat es van deteriorar i que el mercat de bestiar que va establir va ignorar els costums locals i es va tancar en pocs mesos. Diu que un ciutadà de Dertu enfadat va presentar una denúncia per escrit de 15 punts contra l'operació de Sachs, al·legant que "va crear dependència" i que "se suposa que el projecte sorgeix des de sota, però és visa (sic) versa."
Segons la periodista canadenca Naomi Klein, Jeffrey Sachs és un dels artífexs del "capitalisme de desastres" després que les seves recomanacions a Bolívia, Polònia i Rússia fessin que milions de persones acabéssn al carrer.

### Xina
El desembre de 2018, Meng Wanzhou, directora financera d'Huawei, va ser detinguda al Canadà a petició dels EUA, que demanava la seva extradició per enfrontar-se a càrrecs de presumpta violació de les sancions contra l'Iran. Poc després de la detenció de Meng, Sachs va escriure un article en què va dir que la seva detenció formava part dels esforços per contenir la Xina i va acusar els Estats Units d'hipocresia per demanar la seva extradició. Va escriure que cap dels executius de diverses empreses nord-americanes que havien estat multades per violacions de sancions van ser arrestats. Després de ser criticat per l'article, Sachs va tancar el seu compte de Twitter, que tenia 260.000 seguidors. Isaac Stone Fish, membre sènior de la Societat Àsia, va escriure que Sachs havia escrit un pròleg a un document de posicionament de Huawei i li va preguntar si Huawei havia pagat a Sachs. Sachs va dir que no li havien pagat per la feina.
El juny de 2020, Sachs va dir que posar Huawei en el punt de mira per part dels EUA no es tractava només de seguretat. Al seu llibre del 2020 Hidden Hand, Clive Hamilton i Mareike Ohlberg van comentar un dels articles de Sachs en què acusava el govern dels EUA de difamar Huawei sota pretextos hipòcrites. Hamilton i Ohlberg van escriure que l'article de Sachs seria més significatiu i influent si no tingués una estreta relació amb Huawei, inclòs el seu aval anterior a la "visió del nostre futur digital compartit" de la companyia. Els autors també van al·legar que Sachs té vincles amb una sèrie d'organismes estatals xinesos i la corporació energètica privada CEFC China Energy per la qual ha parlat.
Durant una entrevista de gener de 2021, malgrat les reiteradas indicacions de l'entrevistador, Sachs no va respondre preguntes sobre la repressió de la Xina contra els uigurs i, en canvi, es va referir a la paràbola de Jesús sobre la brossa i la biga, referint-se als "enormes abusos dels drets humans comesos pels EUA”. Posteriorment, 19 grups de defensa dels drets van escriure conjuntament una carta a la Universitat de Colúmbia qüestionant els comentaris de Sachs. Els signants de la carta van escriure que Sachs va adoptar la mateixa postura que el Ministeri d'Afers Exteriors de la Xina, una digressió a la història de les violacions dels drets dels EUA com una manera d'evitar discussions sobre el maltractament dels uigurs per part de la Xina. Els grups de drets van dir que Sachs "va trair la missió de la seva institució" banalitzant la perspectiva dels oprimits pel govern xinès. Stephan Richter, redactor en cap de The Globalist, i JD Bindenagel, un antic ambaixador dels Estats Units, van escriure que Sachs estava "agitant activament (!) per una estratagema clàssica de propaganda comunista".

### Guerra a Ucraïna
El març de 2023, un grup de 340 economistes va publicar una carta oberta, criticant les opinions de Sachs sobre la guerra entre Rússia i Ucraïna.
El 25 de febrer de 2025 va participar en una sessió al Parlament Europeu retransmesa i disponible on-line en la que expressava un gran desencís per la manca d'una política europea d'exteriors, i donava gran part de la culpa dels problemes mundials a les posicions de força dels EEUU, que segons ell "formen part d'un pla" transversal, que no depèn de quin president hi hagi a la Casa Blanca.

## Vida privada
Sachs viu a la ciutat de Nova York amb la seva dona Sonia Ehrlich Sachs, pediatra d'origen txec. Tenen tres fills.

## Premis i honors
El 2004 i el 2005, Sachs va ser nomenada una de les 100 persones més influents del món per la revista Time. També va ser nomenat una de les "500 persones més influents en el camp de la política exterior" pels World Affairs Councils of America.
El 1993, el New York Times va qualificar Sachs de "probablement l'economista més important del món".El 2005, Sachs va rebre el Premi Sargent Shriver per la Justícia Igual. El 2007nse li va concedir el Padma Bhushan, el tercer honor civil més alt atorgat pel govern de l'Índia. També el 2007, va rebre el premi Cardozo Journal of Conflict Resolution International Advocate for Peace i la Medalla del Centenari de la <i>Harvard Graduate School of Arts and Sciences</i> per les seves contribucions a la societat.
El 2007, Sachs va rebre el premi S. Roger Horchow al millor servei públic per part d'un ciutadà privat, un premi que atorga anualment pels Jefferson Awards.
Del 2000 al 2001, Sachs va ser president de la Comissió de Macroeconomia i Salut de l'Organització Mundial de la Salut (OMS) i del 1999 al 2000 va ser membre de la International Financial Institution Advisory Commission establerta pel Congrés dels Estats Units. Sachs ha estat assessor de l'OMS, el Banc Mundial, l'Organització per a la Cooperació i el Desenvolupament Econòmics, el Fons Monetari Internacional i el Programa de Desenvolupament de les Nacions Unides. És membre de l'Institut de Medicina, l'Acadèmia Americana d'Arts i Ciències, la Societat de Becaris de Harvard, els Fellows de la World Econometric Society, el Brookings Panel of Economists, el National Bureau of Economic Research i el Board of Advisors de la Chinese Economists Society, entre altres organitzacions internacionals. Sachs també és el primer titular de la Càtedra Reial Professor Ungku Aziz d'Estudis de Pobresa al Centre d'Estudis de Pobresa i Desenvolupament de la Universitat de Malàisia a Kuala Lumpur, Malàisia per al període 2007-2009. És professor honorari a la Universidad del Pacífico del Perú. Ha impartit conferències a la London School of Economics, la Universitat d'Oxford, la Universitat Yale i a Tel Aviv i Jakarta.
El setembre de 2008, Vanity Fair va classificar Sachs al 98è lloc de la seva llista de 100 membres del New Establishment. El juliol de 2009, Sachs es va convertir en membre del Consell Assessor Internacional de l'Organització de Desenvolupament dels Països Baixos. El 2009, l'American Whig-Cliosophic Society de la Universitat de Princeton va atorgar a Sachs el premi James Madison al servei públic distingit.
El 2016 Sachs va esdevenir president de l'Associació Econòmica Oriental, succeint a Janet Currie.
El 2017, Sachs i la seva dona van ser els guanyadors conjunts del primer Premi Mundial de Sostenibilitat. El 2015, Sachs va rebre el premi Blue Planet per les seves contribucions a la solució dels problemes ambientals globals.
El maig de 2017, Sachs va rebre el Premi Boris Mints Institute per a la recerca de solucions de polítiques estratègiques als reptes globals.
El 2022 Sachs va rebre el Premi Tang en la categoria de desenvolupament sostenible.

## Publicacions
Sachs escriu una columna mensual d'afers exteriors per a Project Syndicate, una associació sense ànim de lucre de diaris d'arreu del món que es distribueix a 145 països.

### Obres seleccionades
- Sachs, Jeffrey. The ages of globalization : geography, technology, and institutions.  New York: Columbia University Press, 2020. ISBN 978-0-231-19374-0. OCLC 1100777002.
- Sachs, Jeffrey. A new foreign policy : beyond American exceptionalism.  New York: Columbia University Press, 2018. ISBN 978-0-231-54788-8. OCLC 1028584983.
- Sachs, Jeffrey. Building the new American economy : smart, fair, and sustainable.  New York: Columbia University Press, 2017. ISBN 978-0-231-54528-0. OCLC 969417703.
- Sachs, Jeffrey. The age of sustainable development.  New York: Columbia University Press, 2015. ISBN 978-0-231-17315-5. OCLC 892887168.
- Sachs, Jeffrey. To move the world : JFK's quest for peace. 1st.  New York: Random House, 2013. ISBN 978-0-8129-9492-6. OCLC 829745034.
- Sachs, Jeffrey. The price of civilization : reawakening American virtue and prosperity. 1st.  New York: Random House, 2011. ISBN 978-1-4000-6841-8. OCLC 711989050.
- Sachs, Jeffrey D. Scientific American, 302, 6, 6-2010, pàg. 17. Bibcode: 2010SciAm.302f..30S. DOI: 10.1038/scientificamerican0610-30. PMID: 20521476.
- Sachs, Jeffrey. Common wealth : economics for a crowded planet.  New York: Penguin Press, 2008. ISBN 978-1-59420-127-1. OCLC 167764116.
- Humphreys. Escaping the resource curse.  New York: Columbia University Press, 2007. ISBN 978-0-231-51210-7. OCLC 654395500.
- Sachs, Jeffrey. The End of Poverty: Economic Possibilities for Our Time.  New York: Penguin Press, 2005. ISBN 1-59420-045-9. OCLC 57243168.
- Sachs, Jeffrey Science, 298, 5591, 04-10-2002, pàg. 122–124. Bibcode: 2002Sci...298..122S. DOI: 10.1126/science.1077900. PMID: 12364788.
- Sachs, Jeffrey. Development Economics.  Blackwell Publishers, 1997. ISBN 0-8133-3314-8.
- Sachs, Jeffrey. The rule of law and economic reform in Russia.  Boulder, CO: Westview Press, 1997. ISBN 0-8133-3313-X. OCLC 36121307.
- Sachs, Jeffrey. Poland's jump to the market economy. 1st.  Cambridge, MA: MIT Press, 1994. ISBN 0-262-69174-4. OCLC 31820041.
- Sachs, Jeffrey. Larraín B. Macroeconomics in the global economy.  Englewood Cliffs, NJ: Prentice Hall, 1993. ISBN 0-13-544206-0. OCLC 25026552.
- Sachs. Developing Country Debt and Economic Performance. 1 : The International Financial System.  University of Chicago Press, 1991 (National Bureau of Economic Research Project Report). ISBN 0-226-73332-7.
- Sachs, Jeffrey. Global Linkages: Macroeconomic Interdependence and Co-operation in the World Economy.  Brookings Institution, 1991. ISBN 0-8157-5600-3.
- Sachs. Developing country debt and the world economy.  Chicago: University of Chicago Press, 1989. ISBN 0-226-73338-6. OCLC 18351577.
- Bruno, Michael. Economics of Worldwide Stagflation.  Cambridge: Harvard University Press, 1985. ISBN 0-674-23475-8.